# Fernando Sarmiento
Fernando Sarmiento Ramírez (Lima, 1874-ib. 18 de octubre de 1939) fue un militar peruano. General de Brigada del Ejército del Perú. Fue presidente del Consejo de Ministros y ministro de Guerra al finalizar el Oncenio de Augusto B. Leguía (agosto de 1930). Estuvo en el poder apenas dos horas, convirtiéndose su gabinete en el de más corta duración de toda la historia republicana del Perú, junto con el que presidió Miguel Mujica Gallo en 1968.

## Biografía
Nacido en Lima. En 1889 ingresó a la Escuela de Clases del Ejército. Tras egresar, siguió una destacada carrera militar. Ascendió a subteniente en 1894.
Participó en la guerra civil de 1894-1895, empezando su actuación en la campaña de los departamentos del centro, y culminándola en la toma de
Lima.
En 1896, marchó a combatir la revolución federalista de Loreto, bajo las órdenes del coronel Juan Ibarra y Ortiz. En 1898 fue profesor en la Escuela Militar de Chorrillos, ya bajo la influencia de la Misión Militar Francesa. Fue subdirector de dicha escuela de 1908 a 1909. Luego viajó a Francia para perfeccionarse, retornando al Perú en 1910.
Fue jefe de Estado Mayor de la Primera División y comandante general de la Tercera División. En marzo de 1928, bajo el gobierno de Augusto B. Leguía, ascendió a general de brigada. También fue director de la Escuela Militar de Chorrillos.
En 1930, luego de once años de gobierno, el régimen de Leguía entró en colapsó, agobiado por la crisis económica y social. Estalló en Arequipa la sublevación del comandante Luis Sánchez Cerro, el 22 de agosto de 1930; pronto, todo el sur se sumó a la rebelión. Tras evaluar la situación, Leguía aceptó dejar el poder. El 24 de agosto por la mañana reunió en Palacio de Gobierno a su gabinete ministerial que presidía Benjamín Huamán de los Heros. Allí hizo conocer su intención de formar de inmediato un gabinete puramente militar cuya presidencia encomendaría al general Pedro Pablo Martínez o al general Fernando Sarmiento. Luego renunciaría ante el Congreso. Ese mismo domingo, por la tarde y como si nada pasara, Leguía concurrió al Hipódromo de Santa Beatriz. Mientras tanto, una gran inquietud reinaba en las calles de Lima, en donde grupos de manifestantes se reunieron de forma espontánea, dando mueras a la tiranía. Tras recibir un mensaje secreto, Leguía abandonó precipitadamente el Hipódromo y retornó a Palacio en automóvil, siendo su recorrido muy accidentado, pues turbas airadas trataban de atacarlo. A las seis de la tarde renunció el gabinete Huamán de los Heros y a las once de la noche juró un gabinete militar presidido por el general Fernando Sarmiento como ministro de Guerra. Acompañaban a éste: el capitán de navío Julio Goicochea Álvarez (Relaciones Exteriores), el coronel Roberto López (Gobierno), el coronel Germán Yáñez (Justicia e Instrucción), el coronel Ernesto Montagne Markholz (Hacienda) y el coronel Eulogio Castillo (Fomento).
No bien terminado la juramentación de los miembros del gabinete, se presentó un delegado militar, para notificar al presidente que jefes de las diversas unidades militares de Lima sesionaban en el Estado Mayor con el fin de organizar una Junta Militar de Gobierno. La situación se complicaba. A las tres de la madrugada del lunes 25 de agosto, se presentaron ante Leguía entre 70 a 100 jefes y oficiales y le exigieron su renuncia. Para facilitar las cosas, el general Sarmiento presentó su renuncia. Leguía se dio por vencido y dimitió.  De inmediato los miembros de la flamante Junta Militar de Gobierno juramentaron. La presidía el general Manuel Ponce.
Sarmiento se retiró a la Escuela Militar de Chorrillos en compañía del coronel Ernesto Montagne Markholz (que era el subdirector de la misma). Ambos se mostraban inclinados en apoyar a Sánchez Cerro y convirtieron a la Escuela Militar en el principal centro de resistencia a la Junta de Ponce y de adhesión al caudillo de Arequipa. Muchas guarniciones de Lima se plegaron a la revolución del sur. Ante tal panorama, Ponce quiso renunciar, pero Sarmiento lo disuadió y le dijo que debía evitar el caos y mantenerse en el cargo hasta la llegada a Lima de Sánchez Cerro. Este llegó en avión el día 27 de agosto y aterrizó en los campos del Country Club, donde lo esperaban los generales Ponce y Sarmiento, entre otros jefes militares, pues ya todas las guarniciones de Lima se habían pronunciado por el jefe rebelde. Se formó una nueva Junta de Gobierno, que presidió Sánchez Cerro, y donde figuraba Montagne, más no Sarmiento.
Luego de desempeñar un importante papel en los sucesos que condujeron a la caída de Leguía, el general Sarmiento no volvió a participar de manera protagónica en la vida política, limitándose a su carrera militar.
Durante la guerra contra Colombia fue nombrado general comandante en jefe de las Fuerzas Armadas del Nor-Oriente. Tomó parte activa en la campaña desde febrero de 1933 hasta el cese de hostilidades.
Se retiró del servicio en 1934. Falleció en 1939.